# Gabriela Schvartzman
Gabriela Schvartzman Muñoz (Asunción, 1975) es una profesora y política paraguaya. Fue la presidenta del Partido Humanista Paraguayo hasta el año 2007. Fundadora y Presidenta del Partido socialista y feminista Kuña Pyrenda hasta el año 2015. 
El Tribunal Supremo de Justicia Electoral de Paraguay anota su apellido como "Schwartzman"

## Profesión
Politóloga. Fue Profesora de Política en el Colegio del Sol. 
Además fue Coordinadora de Planificación y Proyectos del CIDSEP, Centro Interdisciplinario de Derecho Social y Economía Política de la Universidad Católica de Asunción (UCA) y formó parte del equipo de investigación del CEIDRA, Centro de Estudios e Investigaciones de Derecho Agrario y Reforma Agraria de la UCA. Actualmente es consultora independiente.

## Trayectoria
Inicia sus actividades como militante del Partido Humanista Paraguayo en 1997.
En el año 2001 encabeza la lista de concejales por Asunción del Partido Humanista Paraguayo y el año 2003 encabeza con el número 1° la lista de diputados del Partido por Asunción, sin ser electa.
Desde el año 2006 figura como Presidenta del Partido.
El año 2006 encabeza con el número 1° la lista de concejales del Partido Humanista Paraguayo por Asunción, sin ser electa, dentro del pacto VAMOS. Obtiene 897 votos con el 0,58% de los votos escrutados.
En el año 2011 integra el equipo político de la plataforma de mujeres Kuña Pyrenda. Es electa presidenta del Movimiento en el año 2012. Es candidata a diputada en Asunción por la misma nucleación. Se desvincula de la misma en el 2015.
Es fundadora de La Red Agroecológica y hasta la fecha forma parte del equipo de coordinación.